# Cerastis pilicornis
Cerastis pilicornis là một loài bướm đêm trong họ Noctuidae.